# 1741 en architecture
| Années de l'architecture : 1738 - 1739 - 1740 - 1741 - 1742 - 1743 - 1744    |
| Décennies de l'architecture : 1710 - 1720 - 1730 - 1740 - 1750 - 1760 - 1770 |

Cet article présente les faits marquants de l'année 1741 en architecture.

## Réalisations
- Modification du Bassin de Neptune dans le parc du Château de Versailles.

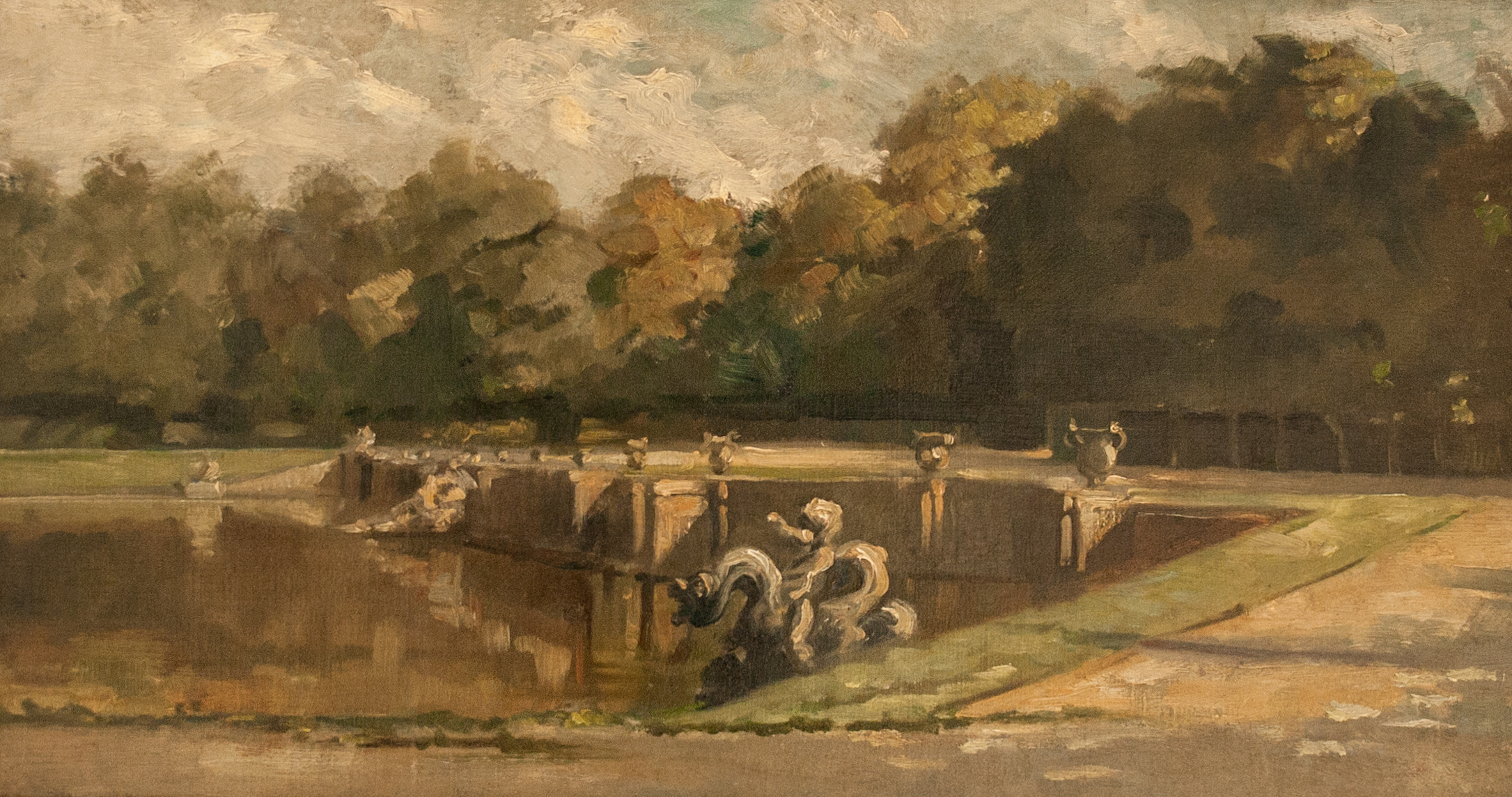
Le Bassin de Neptune à Versailles, par Charles-François Daubigny (huile sur toile, vers 1866).

## Événements
- x

## Récompenses
- Prix de Rome (sujet : « un chœur de quarante-deux pieds de largeur pour une église cathédrale ») : Nicolas-Henri Jardin (premier prix).
- Académie royale d'architecture : Jean-Sylvain Cartaud.

## Naissances
- 2 octobre : Johann Christian von Mannlich († 3 janvier 1822).
- 16 novembre : Charles François Darnaudin (†1805).
- Adrien Mouton (†1820).

## Décès
- Jean Aubert (° vers 1680).
- Ferdinando Ruggieri (° 1691).